# Conisbrough
Conisbrough – miasto w Anglii, w hrabstwie South Yorkshire. W 2001 r. miasto to zamieszkiwało 15 361 osób.